# Joan Argiropul
Joan Argiropul (Joannes Argyropulus, Ἀργυροποῦλος) (Constantinoble vers 1400/1410- Florència vers 1478) fou un dels romans d'Orient que van anar a Europa occidental al segle xv i van contribuir al Renaixement.
Va néixer a Constantinoble de família nobles i fou prevere en aquesta ciutat, es diu que fins a la conquesta otomana el 1453 quan hauria fugit a Itàlia on ja havia estat anteriorment (suposadament hauria estudiat llatí a Pàdua quan tenia uns 40 anys). El 1439 un Argiropul fou presentat per l'emperador Joan V Paleòleg al concili de Florència i probablement és el mateix personatge.
El 1441 apareix a Constantinoble on impartia classes i va tenir entre els seus deixeble a Miquel Apostoli. El 1442 tornava a ser a Pàdua on fou rector de la Universitat i encara hi era el 1444 quan Francesco della Rovere (després Sixt IV) el va contractar com a mestre de filosofia. Quan va tornar a Constantinoble abans del 1453, si és que hi va tornar, no se sap. Nicolau Comnè Papadopoli diu que va anar dues vegades a Itàlia abans de marxar definitivament de la capital de l'Imperi d'Orient per la caiguda de Constantinoble. Després de 1453 en tot cas ja no va tornar a Grècia i va viure a Itàlia fou mestre de Pere de Mèdici (fill de Cosme de Mèdici) i preceptor de Llorenç de Mèdici al que va instruir en grec i en filosofia aristotèlica. Llorenç va succeir al seu pare el 1469 i llavors va establir una acadèmia grega a la ciutat. Altres deixebles famosos van ser Constantí Làscaris, Angelo Poliziano, Donato Acciaiuoli, Bartolomeo Sacchi i Johannes Reuchlin.
Sembla que el 1456 va visitar França per intentar un ajut francès per l'alliberament d'uns familiars presoners dels otomans, però va tornar a Florència sense aconseguir res. Després va viure també a Roma durant una plaga que va assolar Florència probablement abans del 1471. A Roma es va guanyar molt bé la vida ensenyant grec i filosofia, i sobretot exposant públicament les obres d'Aristòtil.
Era viu encara el 1478, ja que se sap que va sobreviure a Teodor de Gaza. Fabricius pensa que va morir el 1480 amb uns 70 anys però probablement el 1480 ja era mort.
Va tenir diversos fills però mal coneguts. Un Joan Argiropul que va traduir una obra d'Aristòtil podria ser fill seu, però hi ha alguns dubtes. Un altre de nom Bartolomeo, molt intel·ligent, fou mort per assassins el 1467 a Roma on vivia sota patrocini de Joan Bessarió. Un altre, Isaac, va sobreviure al pare i es va destacar en música. Es menciona també un Demetri Argiropul, que probablement era germà de Joan.
Va ser retrat per Domenico Ghirlandaio amb altres personatges florentins il·lustres al fresco La vocació dels primers apòstols a la Capella Sixtina.
Les seves obres són:
- 1. Περὶ τῆς τοῦ ἁγίου Πνεύματος ἐκπορεύσεως, De Processione Spiritus Sancti.
- 2. Oratio quarta pro Synodo Florentina, citat per Nicolau Comnè Papadopoli, no se sap si el va escriure en grec o en llatí.
- 3. Commentarii in Ethica Nicomachea, aquesta obra és un recull de les seves classes sobre l'Ètica a Nicòmac d'Aristòtil, publicada pel seu deixeble Donato Acciaiuoli.
- 4. Commentarii in Aristotelis Metaphysica.
- 5. Consolatio ad Imperatorem Constantinum in morte fratris Joannis Palaeologi extincti.
- 6. Monodia in obitum Imperatoris Joannis Palaeologi.
- 7. Comparatio veterum Imperatorum cum hodierno, o Veterum Principum cum Imperatore nunc regnante Comparatio. El títol no es pot concretar, però comparava els emperadors romans d'Orient amb els seus successors turcs.
- 8. Homilia de Imperio, ad Constantinum Palaeologum.
- 9. Solutiones Quaestionum quae proposuerant Philosophi et Medici quidam ex Cypro insula.
- 10. Ad Papam Nicolaum V
- 11. Poemata Graeca Ecclesiastica

Les seves traduccions principals (la majoria d'Aristòtil) foren:
- 1. Ethica Nicomachea, Libri X.
- 2. Categoriae s. Praedicamenta.
- 3. Physica s. Acroases Pliysicae s. De Naturali Auscultatione, Libri VIII.
- 4. De Coelo et Mundo, Libri IV.
- 5. De Anima, Libri III.
- 6. Metaphysica, Libri XII.
- 7. De Interpretatione.
- 8. Analytica Priora
- 9. Analytica Posteriora, Libri II.
- 10. Epistola ad Alexandrum.

Alguns autors parlen d'altres traduccions d'Aristòtil que no han estat localitzades:
- 11. Politica, Libri VIII.
- 12. Oeconomica, Libri II.
- 13. De Mundo.
- 14. Mechanica Problemata.

També va traduir:
- 15. Praedicabilia o De quinque Vocibus  (de Porfiri).
- 16. Homiliae S. Basilii in Hexaëmeron.